# Henize 2-10
Henize 2-10 – galaktyka karłowata znajdująca się w konstelacji Kompasu w odległości około 30 milionów lat świetlnych od Ziemi.
Galaktyka Henize 2-10 jest aktywna gwiazdotwórczo. W jej jądrze znajduje się zwarte źródło promieniowania rentgenowskiego i radiowego. Wskazuje to na stale rosnącą supermasywną czarną dziurę o masie około milion razy większej od masy Słońca.